# Athletic Club Ajaccien 2013-2014

## Rosa
Rosa aggiornata al 4 novembre 2013.
| N. |                      | Ruolo | Calciatore             |
| -- | -------------------- | ----- | ---------------------- |
| 1  | Messico (bandiera)   | P     | Guillermo Ochoa        |
| 2  | Francia (bandiera)   | D     | Cédric Hengbart        |
| 3  | Venezuela (bandiera) | D     | Grenddy Perozo         |
| 4  | Senegal (bandiera)   | C     | Ricardo Faty           |
| 5  | Italia (bandiera)    | D     | Denis Tonucci          |
| 6  | Francia (bandiera)   | D     | Ronald Zubar           |
| 7  | Francia (bandiera)   | C     | Benjamin André         |
| 11 | Mali (bandiera)      | A     | Sigamary Diarra        |
| 13 | Guinea (bandiera)    | A     | Aboubacar Demba Camara |
| 14 | Algeria (bandiera)   | C     | Mehdi Mostefa          |
| 15 | Francia (bandiera)   | D     | Claude Dielna          |
| 16 | Mali (bandiera)      | P     | Oumar Sissoko          |

| N. |                           | Ruolo | Calciatore          |
| -- | ------------------------- | ----- | ------------------- |
| 17 | Francia (bandiera)        | D     | Laurent Bonnart     |
| 18 | Francia (bandiera)        | C     | Johan Cavalli       |
| 19 | Francia (bandiera)        | C     | Paul Lasne          |
| 20 | Marocco (bandiera)        | A     | Chahir Belghazouani |
| 22 | Costa d'Avorio (bandiera) | A     | Gadji Tallo         |
| 23 | Francia (bandiera)        | D     | Joshua Nadeau       |
| 24 | Francia (bandiera)        | C     | Claude Gonçalves    |
| 25 | Belgio (bandiera)         | A     | Brandon Deville     |
| 27 | Ucraina (bandiera)        | A     | Jurij Jakovenko     |
| 28 | Francia (bandiera)        | C     | Benoît Pedretti     |
| 29 | Kenya (bandiera)          | A     | Dennis Oliech       |
| 30 | Francia (bandiera)        | P     | Anthony Scribe      |